# Henrique Vermudt
Henrique Vermudt (* 25. Februar 1999 in Cascavel, Paraná) ist ein brasilianischer Fußballspieler. Seit Mai 2022 steht Vermudt bei Botafogo unter Vertrag.

## Karriere
Henrique Vermudt wurde in Cascavel im Bundesstaat Paraná im europäisch geprägten Süden Brasiliens geboren und kam als Kind in die Jugend von Coritiba FC in Curitiba, der Hauptstadt des Bundesstaates. Er debütierte am 14. Oktober 2020 beim 3:1-Auswärtssieg gegen Palmeiras São Paulo in der Serie A, der ersten brasilianischen Liga. Der Defensivspieler wurde 2021 von seinem Jugendverein in die Herrenmannschaft übernommen, worauf im Mai 2022 ein Wechsel zu Botafogo FC folgte. Im Mai 2023 erfolgte eine Ausleihe an Santo André, die voraussichtlich im August 2023 endet.